# Howard Ziehm
Howard Ziehm (* 7. April 1940; † 26. August 2024) war ein US-amerikanischer Regisseur, Produzent, Kameramann und Drehbuchautor von Porno- und Erotikfilmen. Als Regisseur des ersten in einem regulären Kino gezeigten Pornofilms (Mona: The Virgin Nymph) gilt er als Wegbereiter des Porno Chic der 1970er Jahre.

## Leben
Howard Ziehm wuchs als ältestes von fünf Kindern einer streng lutherischen Soldatenfamilie in verschiedenen Armeestützpunkten der Vereinigten Staaten auf. Er besuchte in Monterey die High School, woraufhin er ein Studium der Mathematik und Ingenieurwissenschaft am Massachusetts Institute of Technology aufnahm. Ein Jahr vor Ende des Studiums brach er es ab und zog nach Berkeley, wo er 1961 ein Folk-Musik-Café eröffnete. In den folgenden Jahren führte er ein unstetes Leben, nahm Drogen, trampte durch Nordamerika und genoss die sexuelle Revolution der 1960er Jahre. Um eine Beziehung zu seinem Vater aufzubauen, zog er 1967 nach Los Angeles. Dort ließ sich zum Zimmermann ausbilden und gründete eine Rockband.
Ende der 1960er Jahre lernte Ziehm den geschäftstüchtigen Bill Osco kennen, der für kurze Zeit Ziehms Band managte. Osco hatte die Idee Motorradfilme zu drehen, da aber weder Osco noch Ziehm über Kenntnisse zur Filmproduktion verfügten, verlegten sie sich auf billig produzierte pornografische Filme, die auch bei schlechter Qualität verkäuflich waren. 1969 gründeten sie gemeinsam Graffiti Productions, da durch den Boom von Pornokinos in den Vereinigten Staaten in den späten 1960er und frühen 1970er immer mehr und immer extremeres Material nachgefragt wurde. Bereits 1970 hatten sie genug verdient, um mit Mona: The Virgin Nymph ihren ersten Film in Spielfilmlänge zu produzieren, der als erster Film explizite Sexszenen eingebettet in einem fiktionalen Plot zeigte und als erster Pornofilm in einem regulären Kino gezeigt wurde. Ziehm war neben Mike Benveniste als Co-Regisseur und gleichzeitig als Kameramann am Film beteiligt.
Im gleichen Jahr drehte Ziehm den Dokumentarfilm Hollywood Blue mit Mickey Rooney in der Hauptrolle, in dem die Geschichte der Blue Movies (umgangssprachlich für Pornofilm) erzählt wird und der dem jungen Unternehmen eine Klage wegen Urheberrechtsverletzung einbrachte. Ab dem 1971 gedrehten Film City of Sin, eine Parodie auf die Fernsehserie Dragnet (dt. Polizeibericht), fing Ziehm vermehrt an unter Pseudonymen zu arbeiten. In späteren Filmen wird er lediglich in den Credits von Flesh Gordon und dessen Nachfolger mit echtem Namen als Regisseur genannt. Während der Dreharbeiten zu Flesh Gordon 1974 stellte sich heraus, dass eine der Schauspielerinnen noch minderjährig war, woraufhin das pornografische Filmmaterial von der Polizei beschlagnahmt wurde. Zwischen Ziehm und Osco kam es zum Zerwürfnis darüber, wie es weiterzugehen habe, und Osco zog sich aus dem Unternehmen zurück. Ziehm vollendete den Film, indem er ihn zu einer Sexklamotte umschrieb, „Graffiti Productions“ wurde danach aufgelöst.
Bis 1981 drehte Ziehm noch mehrere Filme, von denen keiner an die Bekanntheit der frühen Werke heranreichte. Mit der Verbreitung des Videoformats in den frühen 1980ern wurden Pornofilme sowohl billiger produziert als auch überall verfügbar. Der dadurch verringerte Gewinn war ihm die rechtlichen und sonstigen Probleme, die mit der Produktion von Pornofilmen verbunden sind, nicht mehr wert. 1986 wurde er für sein Werk von der X-Rated Critics Organization in deren Hall of Fame aufgenommen, 1990 drehte er mit Flesh Gordon – Schande der Galaxis noch eine Fortsetzung von Flesh Gordon.

## Rückzug aus dem Filmgeschäft
Nach seinem Rückzug aus der Pornobranche 1981 veröffentlichte Ziem mit Wordbank und Wordbuilders Lernkassetten, die bei der Erweiterung des Wortschatzes helfen sollen.
In den 1990er Jahren stellte er zwei Bücher zusammen, die historische Comic-Strips zu einem jeweiligen Thema präsentieren. 1997 erschien Golf in the Comic Strips: A Historic Collection of Classic Cartoons, für das Bob Hope das Vorwort schrieb. 1999 folgte ein Band mit dem Titel Lawyers in the Comic Strips.
2015 veröffentlichte Ziehm seine Autobiographie Take Your Shame and Shove It: My Wild Journey through the Mysterious Sexual Cosmos.
Seit Juni 2016 betrieb Howard Ziehm eine eigene Website mit dem dazugehörigen Blog Shame Busters, auf dem er „gegen Prüderie und Vorurteile“ schreibt.
Ziehm starb am 26. August 2024 in Kalifornien.
Im Oktober 2024 widmeten die Hofer Filmtage Howard Ziehm eine Retrospektive mit den Filmen Flesh Gordon, Flesh Gordon - Schande der Galaxis, Star Virgin und Cop Killers.

## Filmografie
Regie
- 1970: Mona: The Virgin Nymph (nicht im Abspann)
- 1970: Virgin Runaway
- 1970: Hollywood Blue (Dokumentation)
- 1971: Harlot
- 1971: City of Sin (als Harry Hopper)
- 1971: The Daring French Touch (als Harry Hopper)
- 1971: Naked Hunter (als Harry Hopper)
- 1972: The Incredible Body Snatchers (als Harry Hopper)
- 1972: Seeds of Lust (als Harry Hopper)
- 1972: Tijuana Blue (als Harry Hopper)
- 1974: Flesh Gordon
- 1975: Sexteen (als Lynn Metz)
- 1976: Honey Pie (nicht im Abspann)
- 1976: Sweet Cakes (als Hans Johnson)
- 1977: Hot Cookies (als Albert Wilder)
- 1980: Star Virgin (als Linus Gator)
- 1981: Naughty Network (als Linus Gator)
- 1990: Flesh Gordon – Schande der Galaxis

Produktion
- 1970: Hollywood Blue
- 1971: Harlot
- 1971: City of Sin (als Harry Hopper)
- 1972: The Incredible Body Snatchers (als Harry Hopper)
- 1972: Seeds of Lust (als Harry Hopper)
- 1972: Tijuana Blue (als Harry Hopper)
- 1973: Cop Killers
- 1974: Flesh Gordon
- 1975: Sexteen (als Lynn Metz)
- 1976: Sweet Cakes (als Hans Johnson)
- 1977: Hot Cookies (als Albert Wilder)
- 1980: Star Virgin (als Linus Gator)
- 1981: Naughty Network (als Linus Gator)

Kamera
- 1970: Mona: The Virgin Nymph (nicht im Abspann)
- 1970: Hollywood Blue
- 1971: Harlot
- 1973: Cop Killers
- 1974: Flesh Gordon
- 1975: Sexteen (als Lynn Metz)

Drehbuch
- 1971: Harlot (als Lester Romano)
- 1973: Cop Killers
- 1981: Naughty Network (als Linus Gator)
- 1990: Flesh Gordon – Schande der Galaxis

## Bücher
- 1997: Golf in the Comic Strips: A Historic Collection of Classic Cartoons. General Publishing, ISBN 1-57544-053-9.
- 1999: Lawyers in the Comic Strips. General Publishing, ISBN 978-1-57544-119-1.
- 2015: Take Your Shame and Shove It: My Wild Journey through the Mysterious Sexual Cosmos. Graffiti Productions, ISBN 978-0-692-59364-6.